# Adesmus turrialba
Adesmus turrialba es una especie de escarabajo longicornio del género Adesmus, categorizada en la tribu Hemilophini, de la subfamilia Lamiinae. Fue descrita por Galileo & Martins en 1999.

## Descripción
Mide 13,5-18,1 mm de longitud.

## Distribución
Se distribuye por América: Costa Rica, Guayana Francesa y Panamá.